# Maksimal operationsdybde
Maksimal operationsdybde referere til den maksimale dybde en gas (nitrox eller trimix) kan bruges på uden at overskride det maximale iltpartialtryk som dykkeren vil acceptere. Maksimal operations dybde forkortes ofte til MOD. 
Inden for sportsdykning og teknisk dykning er 1,4 bar PpO2 det maksimale iltpartialtryk man udsætter sig for under dykning, og 1,6 bar det maksimale iltpartialtryk man udsætter sig for under dekompression.
Grunden til at man ønsker at begrænse det maksimale iltpartialtryk er for at begrænse risikoen for at en dykker skal pådrage sig iltforgiftning.
{\displaystyle MOD=({\frac {PpO_{2}max.}{FO_{2}}}-1)10}
Hvor
- MOD er den maksimale operationsdybde i meter
- PpO2 max. er det maksimale iltpartialtryk man vil acceptere
- FO2 er det aktuelle iltindhold i åndegassen (0,XY)

## Diverse
| Iltindhold [%] | PpO2 1,4 bar | PpO2 1,6 bar |
| -------------- | ------------ | ------------ |
| 10             | 130          | 150          |
| 15             | 83           | 96           |
| 18             | 67           | 78           |
| 21             | 57           | 66           |
| 32             | 34           | 40           |
| 36             | 29           | 34           |
| 50             | 18           | 21           |
| 80             | 7            | 10           |
| 100            | 4            | 6            |